# Walter Allenstein

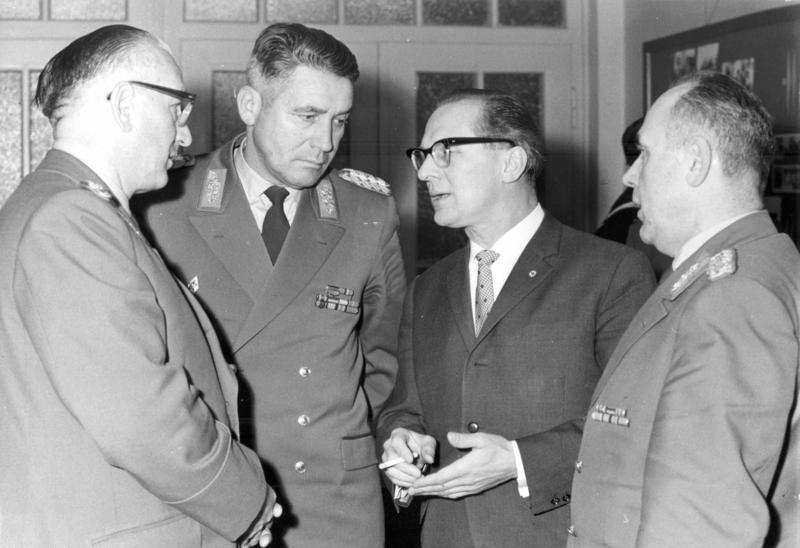
Walter Allenstein (links) 1962 mit Heinz Hoffmann und Erich Honecker

Walter Allenstein (* 5. Oktober 1906 in Berlin; † 26. März 1992 ebenda) war ein Generalleutnant der Nationalen Volksarmee der Deutschen Demokratischen Republik. 

## Leben
Allenstein erlernte nach seiner achtklässigen Schulausbildung von 1921 bis 1925 den Beruf eines Kaufmännischen Angestellten. Sein Vater war Sattler. Bereits 1924 trat er dem Jungbanner bei, wo er bis 1929 aktiv war. Nach seiner Lehre war Allenstein zunächst Lagerist. Hier trat er 1926 der SPD bei, wechselte jedoch schon bald in das linke Spektrum der KPD (1928) und des Roten Frontkämpferbundes über. Von 1928 bis 1931 fungierte er als Leiter in einem Unterbezirk der Roten Jungfront. Anschließend arbeitete er bis 1939 als Angestellter in einer Akkumulatorenfabrik in Berlin. In den ersten Kriegsjahren wurde Allenstein bis 1940 als Bausoldat eingesetzt. Anschließend war er bis 1943 Angestellter innerhalb der Wehrmacht, um von 1943 bis Kriegsende als Gefreiter in einer Flak-Abteilung zu dienen. Im Anschluss geriet er in amerikanische Kriegsgefangenschaft.
Nach seiner Entlassung aus dieser agierte Allenstein bis 1948 als Stellvertreter des Hauptabteilungs-Leiters der Deutschen Zentralverwaltung der Industrie in Berlin, anschließend in selbiger Funktion bei der Deutschen Wirtschaftskommission. Bereits 1946 trat er der SED bei. Von 1949 bis 1952 stieg er zum Gruppenleiter bzw. Hauptabteilungsleiter im Büro für Wirtschaft des Ministeriums des Inneren auf. 

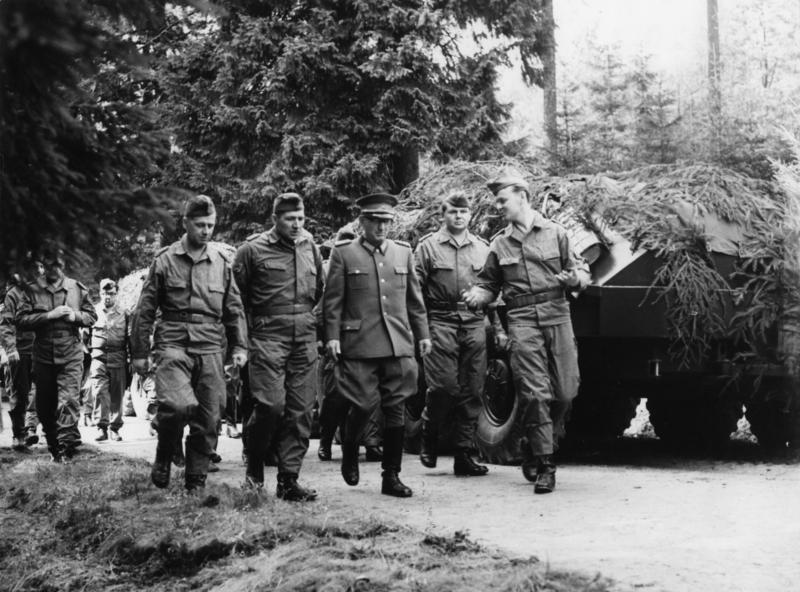
Generalleutnant Walter Allenstein (Bildmitte) bei NVA-Truppenbesuch 1968

Anschließend erfolgte am 1. Oktober 1952 sein Eintritt in die Kasernierte Volkspolizei (KVP), den Vorgänger der NVA, unter gleichzeitiger Ernennung zum Generalmajor. In dieser Funktion war Allenstein bis 1953 Chef der Verwaltung Finanzen im Ministerium des Inneren in Berlin. 1953 wurde er auf den Posten des Chefs der Rückwärtigen Dienste der KVP berufen, nach Gründung der NVA war er von 1956 bis 1960 Chef der Rückwärtigen Dienste im Ministerium für Nationale Verteidigung. 1960 besuchte Allenstein die Militärakademie Friedrich Engels in Dresden. Danach agierte er von 1961 bis zu seinem Renteneintritt 1972 als Stellvertretender Minister für Nationale Verteidigung und Chef der Rückwärtigen Dienste. Seine Beförderung zum Generalleutnant erfolgte während dieser Zeit am 7. Oktober 1963.

## Auszeichnungen
- 1954 Vaterländischer Verdienstorden in Bronze
- 1964 Vaterländischer Verdienstorden in Silber
- 1966 Orden Banner der Arbeit[1]
- 1969 Scharnhorst-Orden
- 1970 Kampforden „Für Verdienste um Volk und Vaterland“ in Silber
- 1971 Vaterländischer Verdienstorden in Gold
- 1976 Ehrenspange zum Vaterländischen Verdienstorden in Gold
- 1981 Karl-Marx-Orden
- sowie diverse andere Orden und Ehrenzeichen.